# Associação de Futebol de Viana do Castelo
A Associação de Futebol de Viana do Castelo (AFVC) é o organismo que tutela as competições de futebol, clubes e atletas do Distrito de Viana do Castelo. Fundada em 14 de Janeiro de 1923, após reunião dos delegados dos clubes do distrito, tem sede em Viana do Castelo.

## Clubes nos escalões nacionais
Na época 2016–17, a Associação de Futebol de Viana do Castelo tinha os seguintes representantes nos campeonatos nacionais:
- No Campeonato de Portugal (Série A): AD Limianos e AD Ponte da Barca